# Edgard (Louisiane)
Pour les articles homonymes, voir Edgard.
Edgard est une ville située dans l'État américain de la Louisiane, dans le delta du Mississippi  à environ 30 km à l'Ouest de La Nouvelle-Orléans. Elle est le siège de la Paroisse Saint-Jean-Baptiste. Sa population était de 2 441 habitants en 2010.

## Géographie
La ville d'Edgard est située à une trentaine de kilomètres à l'ouest de La Nouvelle-Orléans, sur la rive sud du Mississippi, en face de la ville de LaPlace. La localité d'Edgard se trouve à une dizaine de kilomètres au nord du lac Des Allemands et à une quinzaine de kilomètres du lac Pontchartrain.

## Histoire
La localité d'Edgard a été fondée, sous le nom de Saint-Jean-Baptiste, en 1772 à l'époque de la Louisiane espagnole. 
Le flibustier français Jean Lafitte, qui écumait le golfe du Mexique au début du XIXe siècle, organisa cette communauté en l'intégrant dans son propre « royaume de Barataria » qui s'étendait sur les marais et les bayous près de La Nouvelle-Orléans jusqu'à la baie de Barataria, afin de contrôler l'embouchure du Mississippi avec sous ses ordres plus de 1 000 hommes. Après la vente de la Louisiane en 1803 par Napoléon Ier, Jean Lafitte apporta son soutien au général américain Andrew Jackson et fit basculer la bataille de La Nouvelle-Orléans, en 1815. 
La cité prit son nom actuel d'Edgard, en 1850, qui était alors le prénom du postier local, Edgar Perret.